# Pietrișu (okręg Prahova)
Pietrișu – wieś w Rumunii, w okręgu Prahova, w gminie Poiana Câmpina. W 2011 roku liczyła 510 mieszkańców.